# Acanthinus trifasciatus
Acanthinus trifasciatus är en skalbaggsart som först beskrevs av Fabricius 1801.  Acanthinus trifasciatus ingår i släktet Acanthinus och familjen kvickbaggar. Inga underarter finns listade i Catalogue of Life.